# Kayne Vincent
Pour les articles homonymes, voir Vincent.
Kayne Vincent est un footballeur international néo-zélandais, né le 29 octobre 1988 à Auckland. Il évolue au poste d'attaquant au Buriram United en Thai Premier League.

## Biographie

### Carrière en club
Il participe à la Coupe du monde des clubs de la FIFA 2008 avec le club de Waitakere United, jouant un match contre le club australien d'Adelaïde united.

### Carrière internationale
Kayne Vincent honore sa première sélection en équipe de Nouvelle-Zélande, le 18 novembre 2014, lors d'un match amical contre la Thaïlande. Il entre à la 66e minute à la place de Tommy Smith (défaite 2-0).
Il compte une sélection en équipe nationale depuis 2014.